# Johanna van Gogh
Pour les articles homonymes, voir Van Gogh (homonymie).
Johanna Gezina van Gogh, née Bonger (Amsterdam, 4 octobre 1862 - 2 septembre 1925, Laren, en Hollande-Septentrionale), est l'épouse de Théodore van Gogh et la belle-sœur de Vincent van Gogh. C'est elle qui après leur mort crée la renommée du peintre, en gagnant peu à peu l'appui de marchands d'art,. Elle se remarie en 1901 avec le peintre Johan Cohen Gosschalk (en).

## Biographie

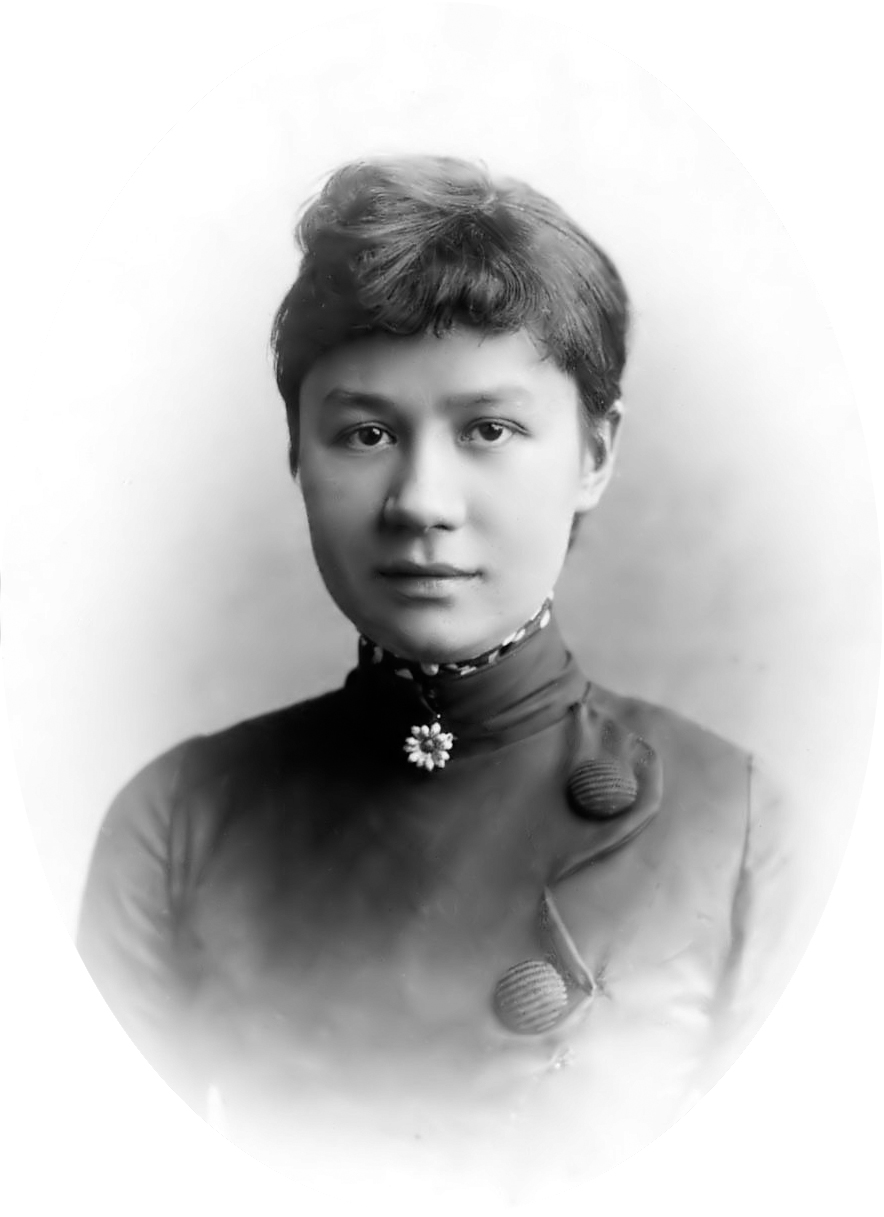
Photographie de Johanna van Gogh en avril 1889.

Elle est la cinquième des sept enfants d'un assureur calviniste hollandais, Hendrick Bonger. Elle est élevée dans une atmosphère cultivée et musicale, mais austère. Presque tous les soirs, la famille se réunit pour jouer de la musique de chambre. Johanna devient une pianiste accomplie. Contrairement à ses sœurs aînées, elle a la permission de poursuivre ses études, jusqu'à la licence d'anglais. Elle passe quelques mois ensuite comme bibliothécaire au British Museum de Londres.
Elle tient un journal intime depuis l'âge de dix-sept ans, ce qui est une source importante dans la connaissance de la vie de Vincent van Gogh et de l'ambiance de cette époque. À vingt-deux ans, elle devient professeur d'anglais dans un pensionnat de jeunes filles d'Elburg, puis au lycée de jeunes filles d'Utrecht. C'est à cette époque qu'elle est présentée par son frère Andries (qui fréquentait des artistes français, dont un peu plus tard Odilon Redon) à Théodore van Gogh, au cours d'un séjour à Amsterdam. L'année suivante au cours d'un nouveau séjour à Amsterdam, Théodore fait sa demande en mariage. La jeune fille est étonnée, car elle le connaît à peine et repousse dans un premier temps sa demande, avant d'accepter quelques mois plus tard. Ils se marient à Amsterdam, le 17 avril 1889, puis elle s'installe chez son mari à Paris. Elle donne naissance à un fils, Vincent Willem, le 31 janvier 1890. C'est pour célébrer cette naissance que Vincent van Gogh peint Amandier en fleurs (musée van Gogh), alors qu'il est toujours interné à l'asile du docteur Peyron à Saint-Rémy-de-Provence. Il se suicide le 29 juillet 1890, suivi dans la mort par Théo, qui succombe à la syphilis six mois plus tard, le 25 janvier 1891 à Utrecht, à l'âge de 33 ans.
La jeune veuve se retrouve en possession d'une importante collection de tableaux (qui à l'époque n'étaient pas cotés) réunie dans leur petit appartement de Paris par Théodore qui regroupait notamment des œuvres de Monticelli et de Gauguin ayant appartenu à Vincent, et les toiles de Vincent, ainsi que des croquis et dessins. Elle quitte Paris et s'installe avec son bébé à Bussum, près d'Amsterdam. Elle vit de traduction d'anglais et de français, ainsi que d'une pension de famille qu'elle ouvre. Elle s'inscrit en 1894 au parti travailliste, où son frère Willem s'était fortement impliqué. Elle se remarie en 1901 avec le peintre Johan Cohen Gosschalk (en) (1873-1912) et s'installe avec lui en 1903 à Amsterdam.
Ayant pour but de mieux faire connaître la peinture de Vincent van Gogh, elle organise — en partie à ses frais — des expositions qui lui sont consacrées. La plus importante de cette période est celle de 1905 qui a lieu au Stedelijk Museum d'Amsterdam et qu'elle finance elle-même. Plus de 2 000 visiteurs se pressent pour voir 457 œuvres de Van Gogh. Déjà Paul Cassirer et son cousin Bruno en avaient organisé une — restreinte (la première jamais consacrée à l'artiste) — dans leur galerie de Berlin, au tournant de l'hiver 1901-1902. Paul Cassirer va aider Johanna à organiser d'autres expositions, notamment à celle de la Sécession viennoise de Munich et à celle de la Sécession viennoise de Berlin, ainsi qu'au musée Folkwang de Essen, en 1912. Ses œuvres sont présentées aussi à l'exposition de la Sonderbund de Cologne en 1912. La première exposition de Van Gogh aux États-Unis se tient en 1913. D'autres expositions se tiennent après la Première Guerre mondiale et la cote du peintre s'élève à New York, à Londres et à Paris. De 1916 à 1919, Johanna Bonger vit à New York chez son fils (elle était de nouveau veuve depuis 1912).
Son rôle est fort important dans la manière dont elle mit les marchands d'art de l'époque en rapport avec l'œuvre de son défunt beau-frère. Elle ne vend pas de tableaux et peut ainsi contrôler le prix des œuvres en circulation. Elle organise, ou soutient, des expositions capitales, où elle montre sa collection. Celle-ci — longtemps restée dans la famille — est à la base de la collection du musée van Gogh d'Amsterdam. En 1914, elle fait transférer la dépouille de Théo van Gogh au cimetière d'Auvers-sur-Oise à côté de la tombe de Vincent. Un lierre (symbole de fidélité) pousse sur les deux tombes, comme pour réunir les deux frères dans l'éternité. Ce lierre provient du jardin du docteur Gachet.
De plus Johanna van Gogh-Bonger a réuni, mis en ordre et édité la correspondance de Théo et de Vincent van Gogh qui est publiée intégralement pour la première fois en 1914 (après une première édition partielle en 1906 éditée par les soins de Paul Cassirer). Une première traduction partielle n'est publiée qu'en 1937 en français. Elle s'occupe de la traduction anglaise, comprenant une biographie publiée en 1927. Dès lors la connaissance de la vie et du travail de Vincent van Gogh s'éclaire d'un jour nouveau.
Johanna van Gogh-Bonger meurt le 2 septembre 1925, l'âge de 62 ans, elle laisse un fils et quatre petits-enfants.
La famille (qui avait formé une fondation Van Gogh en 1960 dans le but d'ouvrir un musée) vend en 1962 le restant de sa collection (plus de 200 tableaux et 400 dessins), ainsi que des tableaux de Gauguin et toutes les lettres de Vincent à l'État pour quinze millions de florins. Le musée van Gogh est inauguré en 1973.

## Écrits

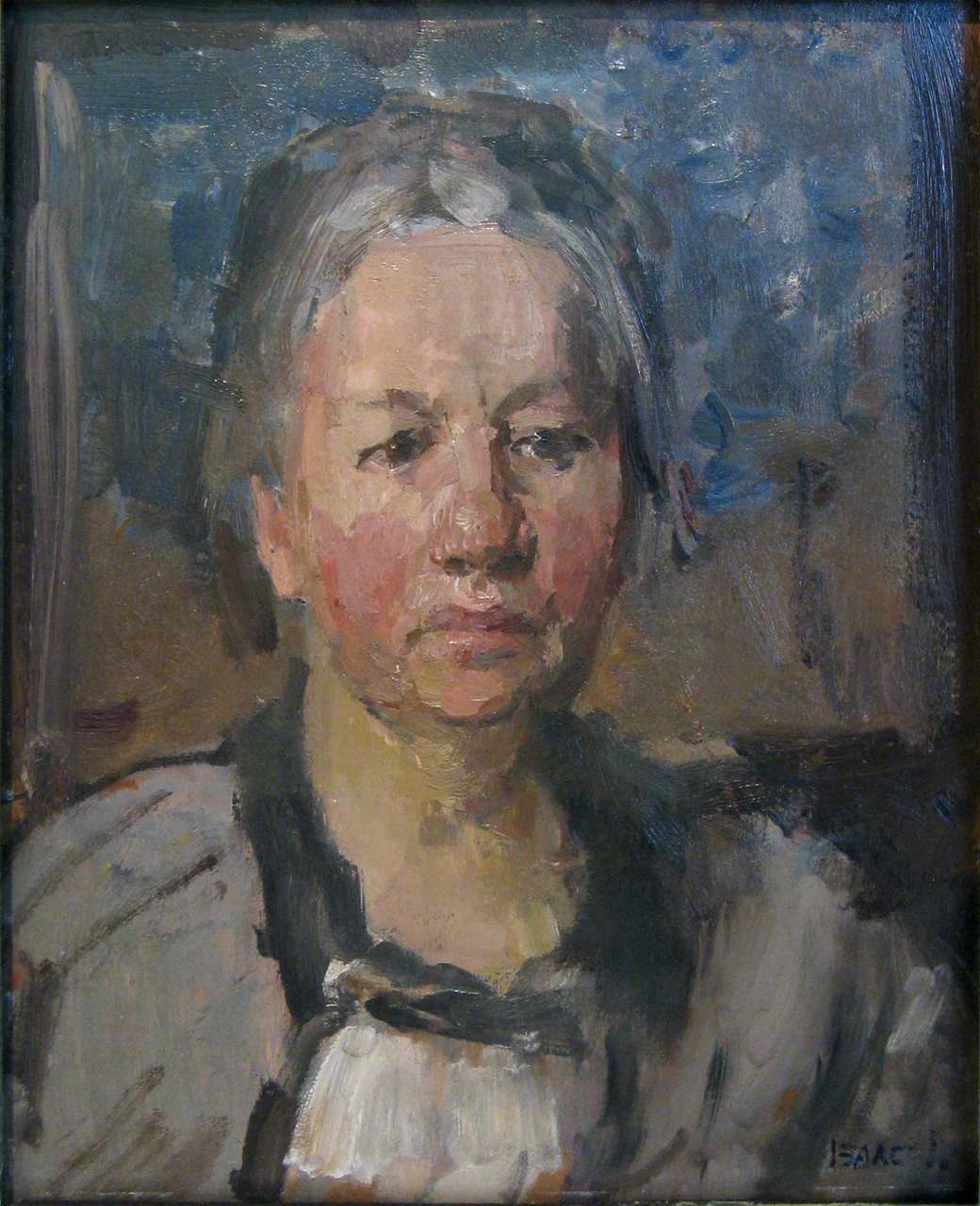
Portrait de Johanna Bonger par Isaac Israëls (1925) au musée van Gogh.

- Kort geluk : de briefwisseling tussen Theo van Gogh en Jo Bonger (correspondance entre Theo van Gogh et Jo Bonger). Van Gogh Museum. Waanders, Zwolle 1999.
- Vincent van Gogh. Brieven aan zijn Broeder. Uitgegeven en toegelicht door zijn schoonzuster (Lettres à son frère. Publié et expliqué par sa belle-sœur) J. van Gogh-Bonger, Amsterdam 1914.
  - Vincent van Gogh. Briefe an seinem Bruder (lettres à son frère). Traduit du néerlandais par Leo Klein-Diepold. Cassirer, Berlin 1914.
  - Vincent van Gogh. Briefe an seinem Bruder (lettres à son frère). Traduit du néerlandais par Leo Klein-Diepold et du français par Carl Einstein. Cassirer, Berlin 1928.
- The letters of Vincent van Gogh to his brother, 1872-1886, With a memoir by his sister-in-law, J. van Gogh-Bonger. Constable & Co.; Houghton Mifflin Co., London, Boston, New York 1927.

## Filmographie et bibliographie
- Van Gogh, deux mois et une éternité, documentaire écrit et réalisé par Anne Richard[6].
- Camilo Sanchez  livre "La veuve des Van gogh"